# Cantonul Saverdun
Cantonul Saverdun este un canton din arondismentul Pamiers, departamentul Ariège, regiunea Midi-Pyrénées, Franța.

## Comune
- La Bastide-de-Lordat
- Brie
- Canté
- Esplas
- Gaudiès
- Justiniac
- Labatut
- Lissac
- Mazères
- Montaut
- Saint-Quirc
- Saverdun (reședință)
- Trémoulet
- Le Vernet